# Parkinsonia
Parkinsonia és un gènere de prop de 12 espècies pertanyent a la família Fabaceae, natius de regions semi-desèrtiques d'Àfrica i d'Amèrica.
Són grans arbust o petits arbres que aconsegueixen 5-12 metres d'altura. Fulles caduques en l'estació seca, pinnades, algunes espècies bipinnades que creixen ràpidament després de les pluges. Les flors són simètroques o gairebé, amb cinc pètals grocs o blanques. El fruit és un llegum contenint diverses llavors.
Diverses de les espècies d'Amèrica tenen com nom comú "Pal Verd", en referència a les seves branques verdes per la fotosíntesi.

## Espècies seleccionades
Àfrica
- Parkinsonia africana Sond. ; Botswana, Namíbia, Sud-àfrica
- Parkinsonia anacantha Brenan; Kenya
- Parkinsonia raimondoi Brenan; Somàlia
- Parkinsonia scioana (Chiov.) Brenan; Djibouti, Etiòpia, Somàlia, Kenya

Amèrica
- Parkinsonia aculeata L.; Texas, Arizona a l'Argentina, Illes Galápagos
- Parkinsonia carterae Hawkins; Mèxic, Equador
- Parkinsonia praecox (Ruiz & Pav.) Hawkins; Mèxic, sud de l'Argentina
- Parkinsonia peruviana C.E.Hughes, Daza i Hawkins; Perú
- Parkinsonia spinosa Kunth; Sud-amèrica